# Zjoelebino
Zjoelebino (Russisch: Жулебино) is een station aan de Tagansko-Krasnopresnenskaja-lijn van de Moskouse metro. Het station werd op 9 november 2013 geopend en was tot 21 september 2015 eindpunt van de lijn.

## Geschiedenis
Al ten tijde van de Sovjet-Unie werden, na de annexatie van het gebied ten zuidoosten van Moskou in 1984, plannen gemaakt voor een metroverbinding met de nieuw te bouwen wijken. Hierbij werden drie opties overwogen: 
- 1 station bij voorstadshalte Kosino
- 1 station in het centrum van Zjoelebino en 1 station aan de zuidoostrand
- 1 station bij de voorstadshalte, 1 op de hoek van de Lermontovski Prospekt en de Chvalynski Boulevard en 1 onder de Generaal Koeznetsovstraat.

Deze plannen kwamen door het uiteenvallen van de Sovjet-Unie niet verder dan de tekentafel. In 1999 werd als “goedkope” oplossing voor verbindingen met annexaties buiten de MKAD een zogeheten lichte metro voorgesteld. Vier van de vijf lijnen van het lichte metro plan, waaronder de Zjoelebinskaja-lijn, werden echter geschrapt ten gunste van de verlenging van bestaande lijnen. Op 30 oktober 2007 volgde besluit 961-PP van het Moskouse stadsbestuur tot de bouw van het station te openen in 2011. Op 24 juni 2008 werd de naam Zjoelebino aan het station toegekend gezien de ligging in het rayon Vychino-Zjoelebino. In augustus 2009 werd bekend dat het station pas in 2013 zou worden gerealiseerd met een bouwtijd van twee en een half jaar. In augustus 2010 werd tijdens een openbare hoorzitting ook de route van Vychino naar Zjoelebino gepresenteerd, met station Pronskaja onderweg. Pronskaja was gepland bij het kruispunt Pronskaja Oelistsa/Zjoelebinski Boelvar en Zjoelebino op de gerealiseerde locatie. In oktober 2010 trad burgemeester Sergej Sobjanin aan die het tussenstation verplaatste naar Lermontovski Prospekt ongeveer 500 meter naar het noordoosten in de buurt van voorstadshalte Kosino. Destijds werd nog overwogen om de lijn naar Ljoebertsy door te trekken met een eindpunt bij de kruising van de Komsomolskaja Oelitsa en de Oktjabrski Prospekt. In februari 2011 kondigde Alexander Koezmin, de hoofdarchitect van Moskou, aan dat er drie metrostations gepland zijn in Zjoelebino. Vanaf het vervoersknooppunt aan de vroegere Rjazanskoje Sjosse, nu Lermontovski Prospekt, gaan we via Zjoelebino naar Kotelniki aldus  Koezmin. De aannemers moesten de lijn in september 2013 opleveren. Voor de burgemeestersverkiezingen op 8 september 2013 verschenen informatieborden rond de lijn in aanbouw met verschillende openingsdata variërend tussen 1 september en 1 november 2013 en op de website van Metrostroi was zelfs sprake van december 2013. Het station werd na diverse tegenslagen op 9 november 2013 als 190e station van de Moskouse metro geopend. Het station werd drie keer, van 28 oktober tot 3 november 2017, 24 tot 30 maart 2018 en januari 2019, tijdelijk gesloten in verband met de bouw en aansluiting van tunnels van de Nekrasovskaja-lijn.

## Ontwerp en inrichting

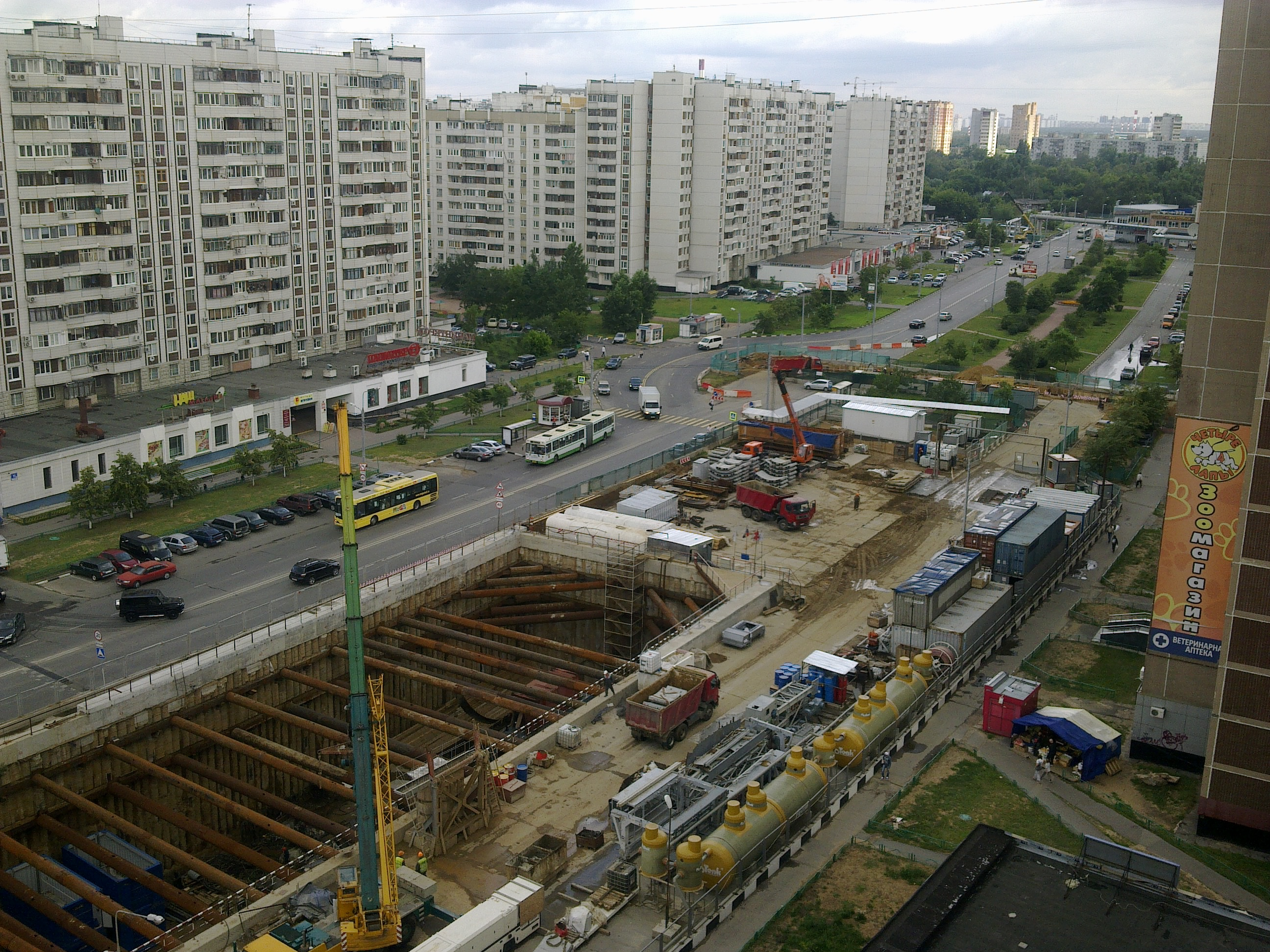
De bouwput tijdens de bouw van het station
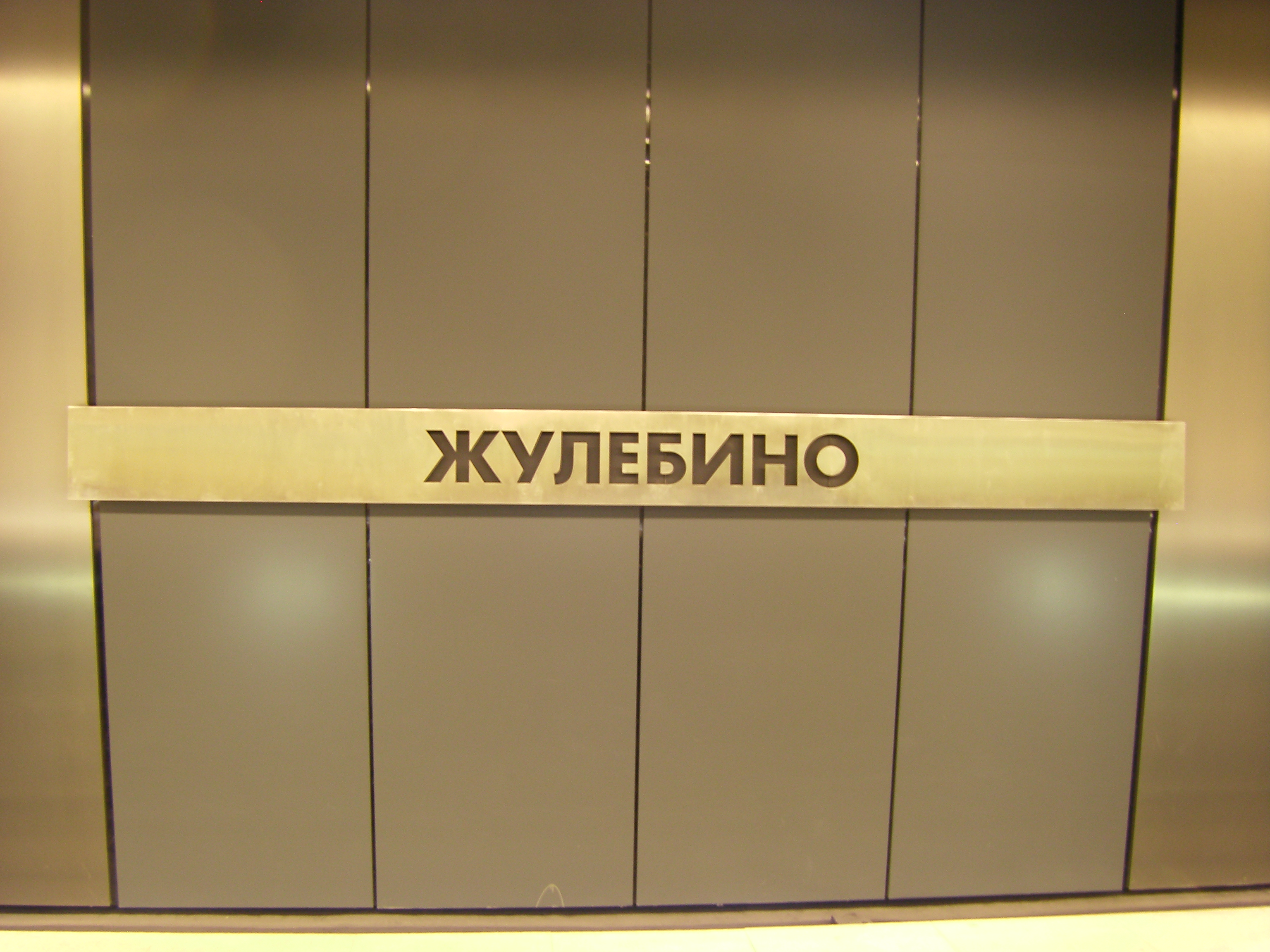
De stationsnaam op de tunnelwand
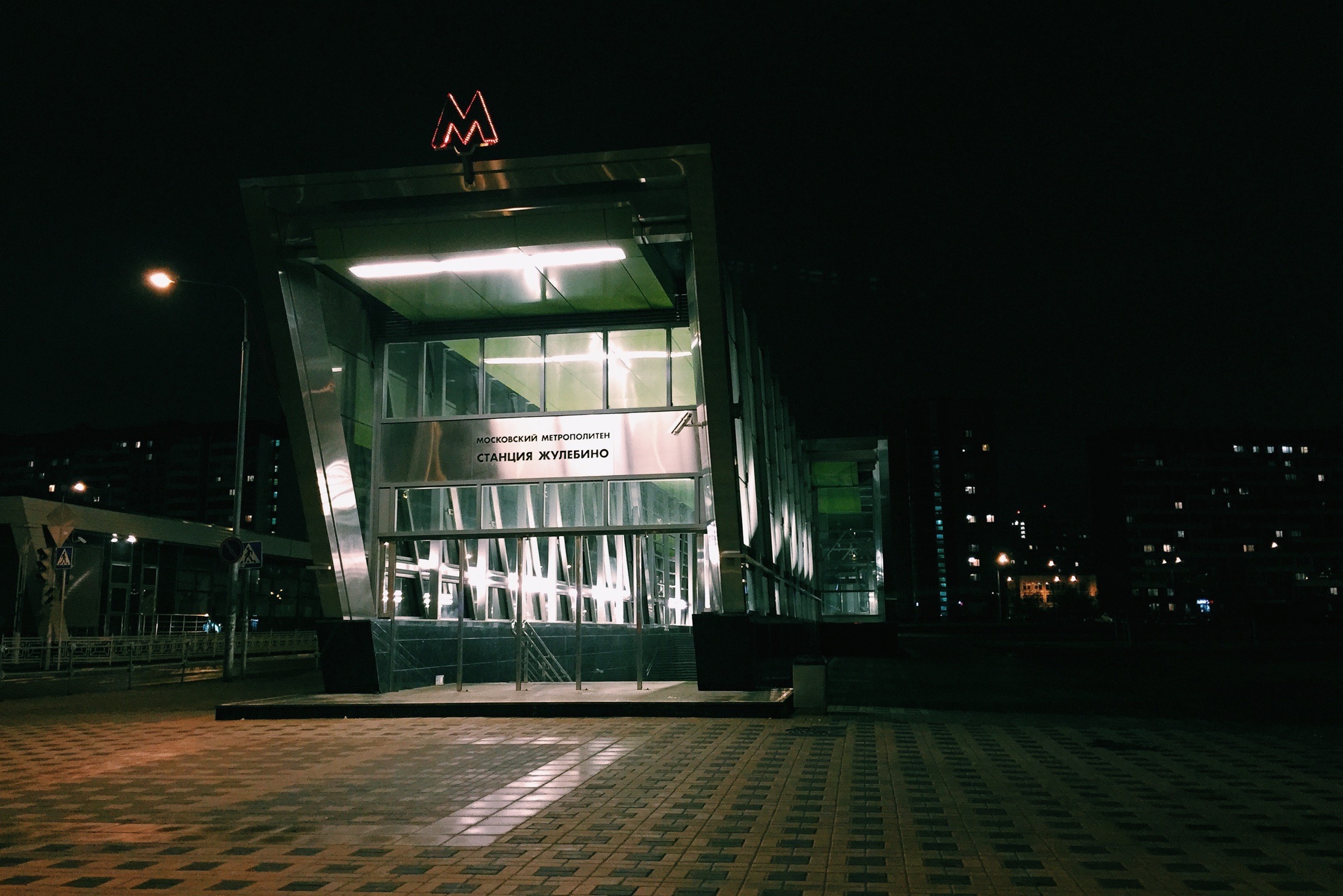
een van de trappenhuizen

Het station is gebouwd naar een ontwerp in “High-tech stijl” van een groep architecten bestaande uit Michail Volvitsj, Sergei Kostikov, Tamara Nazjiyev, Natalia Soldatov en Vasili Oevarov onder leiding van Leonid Borzenkov. Deze architectengroep heeft na de opening het ontwerp met geringe aanpassingen gebruikt bij de stations Minskaja, Lomonosovski Prospekt, Ramenki en Ozjornaja aan de Solntsevskaja-radius die in 2017 en 2018 zijn geopend. Het ondiep gelegen zuilenstation is niet afgewerkt met graniet en marmer maar met grijze cermet panelen die schuin op de tunnelwanden geplaatst zijn. De zuilen in het midden van het perron zijn afgewerkt met gekleurde panelen variërend van groen in het zuiden via geel en oranje naar rood aan de kant van de binnenstad. Ten zuidwesten van het perron liggen opstelsporen tussen de doorgaande sporen naar Kotelniki. 

## Reizigersverkeer
Voor de verlenging van de lijn buiten de MKAD werd gevreesd dat dit tot overbelasting van de lijn zou leiden. De voorstanders voerden aan dat de buslijnen door de buurt alle drie de metrostations van de verlenging aandoen en de reizigers op die manier afdoende worden verdeeld over de lijn. 
De eerste metro vanaf het station vertrekt op oneven dagen om 5:48 uur naar het zuiden. Op even dagen door de week is dit een minuut later en in het weekeinde pas om 6:02 uur. Richting het centrum is het door de week op even dagen om 5:52 uur en op oneven dagen om 5:43 uur. In het weekeinde naar het centrum kan op even dagen vanaf 5:53 uur en op oneven dagen al om 5:40 uur.